# Kiezen of delen
Kiezen of delen is een Germaanse beslissingsvorm. Kern is: wanneer twee partijen iets moeten verdelen (erfenis, landgoed of buit), dan mag de ene partij het goed verdelen in twee delen, waarna de andere partij haar deel mag kiezen. Hierdoor is de verdelende partij genoodzaakt zich in te leven in de kiezende partij.